# Годинник (яйце Фаберже)
«Годинник-яйце» — ювелірне великоднє яйце виготовлене фірмою Карла Фаберже на замовлення приватної особи в Санкт-Петербурзі (1903). Зберігається в приватній колекції у Москві (Росія).

## Опис
Тіло ювелірного великоднього яйця виготовлено з бовеніта, оздоблена сріблом, литтям, карбуванням, гравіюванням. На передній поверхні великоднього яйця розташований круглий циферблат годинника з римськими цифрами, які обрамлені срібним вінком, від якого відходять срібні орнаменти. Яйце покоїться на трьох ногах, виготовлених зі срібла. На виробі проставлені клейма: фірми Фаберже, майстра — М.П. (Михайло Перхин) і міста Санкт-Петербурга — схрещені якорі зі скіпетром.

### Сюрприз
Немає — працює годинниковий механізм, вмонтований в ювелірне великоднє яйце.

## Історія
Словосполучення «Яйця Фаберже» стало синонімом розкоші та емблемою багатства імператорського дому і дореволюційної Росії.
Виготовлено в Санкт-Петербурзі ювелірним будинком Карла Фаберже в 1903 році. Даних про власника немає. У 2003 році виставлено на аукціон Гелос. Зберігається в приватній колекції, Москва (Росія).